# Barkerův ranč
Barkerův ranč se nachází v Národním parku Death Valley ve východní Kalifornii.
Na Barkerově ranči se nacházely zeleninové zahrady, nádrž na vodu, přístřešek a dvě kamenné budovy, ve kterých byla kamna a koupelna se sprchou a umyvadlem.

## Mansonův pobyt na ranči
O Barkerově ranči se Charles Manson dozvěděl od Catherine Gilliesové, vnučce Arlene Barkerové. Manson o Barkerově ranči mluvil jako o bezpečném místě, poblíž kterého se má nacházet bezedná jáma, do které se on a Rodina mají schovat a setrvat v ní až do konce apokalyptického Helter Skelter.
Charles Manson s Rodinou se sem nastěhoval první zářijový týden roku 1969 poté, co losangeleská policie 16. srpna provedla zátah na Spahnově ranči a zabavila většinu písečných bugin. Kvůli malému prostoru na Barkerově ranči se museli zabydlet i na vedlejším Myersově ranči. Na svou přítomnost v Údolí smrti upozornila Rodina správce národního parku 19. září zapálením stroje na přesun zeminy. O dva dny později ranger Dick Powell viděl auto, kterým žháři přijeli ke stroji a zjistil, že poznávací značka k vozu nepatří. Rangeři tak uvědomili kalifornskou dálniční policii. 29. září se tedy na Barkerův ranč vydali správce parku Dick Powell a James Pursell z kalifornské dálniční policie. V poušti se setkali s Crockettem a Postonem, kteří jim pověděli o nebezpečné hippie komunitě vedené Charlesem Mansonem, ale neměli dojem, že si strážníci uvědomili závažnost jejich tvrzení, a proto se 3. října vydali do Independence za zástupcem šerifa Inyo County Donem Wardem. V té době už však důstojníci z kalifornské dálniční policie, správy národního parku a z policejního oddělení šerifa Inyo County plánovali zátah na ranč, který se měl uskutečnit 10. října. Ward jejich výpovědi nahrál na magnetofon a nechal jít.
10. října okolo čtvrté hodiny ranní začal zátah na Barkerův a sousední Myersův ranč, který Rodina také obývala. Při zátahu bylo nalezeno jedenáct aut, z nichž osm kradených, zásoby zbraní, benzinu a jídla, dvě děti, Ze Zo Ze a Ivan, a dvě ženy, které se v noci ztratili v poušti při pokusu o útěk, Kitty Lutesingerová a Stephanie Schramová. Celkem bylo zatčeno 13 lidí. Druhý zátah byl proveden 12. října a bylo při něm zatčeno 11 lidí, včetně Bruce Davise, Johna Philipa Haughta, Dianne Lakeové a Charlese Mansona.